# Казьмерчак, Вацлав
Ва́цлав Казьме́рчак (пол. Wacław Kaźmierczak, 5 августа 1905 года — 10 апреля 1981 года Польша) — польский режиссёр и оператор.

## Биография
Перед Второй мировой войны работал в телеграфном агентстве  «Polska Agencja Telegraficzna». Во время Второй мировой войны служил в подпольной кинематографической группе «Кинематографический Реферат Бюро информации и пропаганды» Армии Крайовой (псевдоним «Kazimierz Wacek»). Занимался монтажом первой хроники Варшавского восстания «Przegląd nr 1» (Обзор № 1), которая известна как «Warszawa walczy!» (Варшава в борьбе). Впервые эта хроника была показана 13 августа 1944 года во время Варшавского восстания в кинотеатре «Kino Palladium». После капитуляции восстания вместе с гражданским населением вышел из города.
После войны снимал документальные фильмы. Сотрудничал с режиссёром Ежи Боссаком.

## Избранная фильмография
- Powódź (1947);
- Wrzesień — tak było (1961);
- Requiem dla 500 tysięcy (1963);
- PKF 35B/63 (1963);
- Dokumenty walki (1967).